# Кастел Сан Джорджо
Кастѐл Сан Джо̀рджо (на италиански: Castel San Giorgio; на неаполитански: Sangiorg', Санджорджъ) е град и община в Южна Италия, провинция Салерно, регион Кампания. Разположен е на 90 m надморска височина. Населението на общината е 13 728 души (към 2010 г.).